# Kingsley Sarfo
Kingsley Kofi Sarfo (13 febbraio 1995) è un calciatore ghanese, centrocampista del Krasava ENY Ypsōnas.

## Carriera

### Inizi e approdo in Svezia
Sarfo ha iniziato a giocare a calcio nel suo paese di origine, il Ghana.
Dopo essere stato notato da Tom Strand, un allenatore svedese attivo in Africa, Sarfo è giunto in Svezia nel 2013, stabilendosi insieme alla famiglia a pochi chilometri da Malmö. Nel capoluogo ha iniziato a giocare nella quarta serie nazionale per l'FC Rosengård con cui, talvolta, è stato anche relegato in panchina. Anche nella sua squadra successiva, il BW 90 militante anch'esso in quarta serie, Sarfo non è riuscito ad esprimere appieno il suo potenziale.
La sua carriera ha iniziato a prendere una piega diversa nell'estate 2014, quando si è sottoposto a un provino di tre settimane con il Mjällby. Successivamente ha giocato una partita con la squadra Under-21 del Sirius, convincendo la coppia di tecnici Kim Bergstrand e Thomas Lagerlöf a fargli sottoscrivere un contratto fino al termine della stagione 2016, in seguito rinnovato fino al 2018. Le sue prestazioni nel corso del campionato di Superettan 2016, vinto proprio dal Sirius, gli hanno valso il titolo di miglior giocatore di quell'edizione secondo il giudizio degli stessi calciatori.

### L'arrivo nella massima serie svedese
Il 3 aprile 2017 il neopromosso Sirius ha giocato la sua prima partita in Allsvenskan nell'arco degli ultimi 42 anni. È stata proprio una doppietta di Sarfo a decidere l'incontro, per il definitivo 2-0 in trasferta contro il Djurgården. Qualche settimana dopo, è stato nominato giocatore del mese di aprile dell'Allsvenskan 2017.
Nel luglio del 2017, alla riapertura del calciomercato, Sarfo è stato ceduto dal Sirius (che in quel momento occupava sorprendentemente il terzo posto in classifica) ai campioni di Svezia in carica del Malmö FF per 13 milioni di corone, in quella che è stata la terza operazione più costosa di sempre per il club azzurro della Scania. Il 15 luglio Sarfo ha debuttato con la nuova maglia proprio contro la sua vecchia squadra del Sirius, in una partita di campionato terminata 3-3 con un gol del ghanese stesso.

### L'arresto e la prigionia
Nel settembre del 2017 Sarfo è stato arrestato con l'accusa di aver fatto occasionalmente sesso con una ragazza quattordicenne. Una volta rilasciato dalla polizia in attesa del processo, il giocatore è stato messo fuori rosa dalla dirigenza del Malmö FF, la quale già nel 2012 aveva dovuto affrontare una situazione simile con il proprio giocatore Miiko Albornoz. Alla prima accusa per la vicenda che sarebbe avvenuta nel settembre 2016, se ne è poi aggiunta una seconda per un episodio analogo che sarebbe stato commesso nel giugno 2017 ed è uscito allo scoperto nel gennaio 2018: per questo motivo Sarfo è stato arrestato nuovamente e trattenuto fino al processo. L'8 giugno 2018 è arrivata la sentenza del tribunale distrettuale di Malmö che lo ha giudicato colpevole, condannandolo a 32 mesi di prigione, al pagamento di un risarcimento di 150.000 corone e al suo rimpatrio con divieto di reingresso di dieci anni una volta scontata la detenzione. A seguito del verdetto, la dirigenza del Malmö FF ha deciso di sciogliere il contratto nonostante la difesa del giocatore sia ricorsa in appello. Nel dicembre 2019, un paio di ex compagni ai tempi del Sirius hanno rivelato a una trasmissione televisiva che Sarfo in passato sarebbe stato notato agli allenamenti insieme a una dodicenne di sua conoscenza, la cui madre successivamente non avrebbe sporto denuncia a patto che la figlia e il giocatore avessero terminato ogni contatto.

### Cipro
Dopo aver scontato la pena detentiva, Sarfo è tornato a giocare a calcio avendo firmato nel settembre 2020 un contratto con i ciprioti dell'Olympiakos Nicosia.

### Nazionale
Nel corso della primavera del 2017, Sarfo aveva espresso l'intenzione di richiedere la cittadinanza svedese e di considerare l'idea di far parte della Nazionale Under-21 svedese. Il CT dell'Under-21 Håkan Ericson avrebbe voluto portarlo agli Europei di categoria in programma quell'estate, ma la cittadinanza non è arrivata in tempo utile.
Tuttavia, nel settembre dello stesso anno, Sarfo ha comunicato la decisione che in caso di convocazione avrebbe scelto la Nazionale ghanese. Il 7 ottobre 2017 ha debuttato con la maglia delle Black Stars in occasione del match di qualificazione ai Mondiali 2018 pareggiato 0-0 contro l'Uganda.

## Palmarès

### Club

#### Competizioni nazionali
- Superettan: 1

Sirius: 2016
- Campionato cipriota: 1

APOEL: 2023-2024
- Supercoppa di Cipro: 1

APOEL: 2024